# آرون اگدن
آرون اگدن (به انگلیسی: Aaron Ogden) سناتور سابق عضو حزب فدرالیست (آمریکا) بود. وی در سال ۱۸۰۱ تا ۱۸۰۳ میلادی سناتور ایالت نیوجرسی در سنای ایالات متحده آمریکا بود.